# پرستشگاه‌های ترکی مرکه
پرستشگاه‌های ترکی مرکه در جنوب قزاقستان، حدود ۳۷ کیلومتری جنوب شهر کنونی مرکه در استان جامبیل قرار دارند. در بلندی ۳۰۰۰ متری، شمار پرستشگاه‌ها در منطقه کوهستانی قرقیزی آلتای حدود بیش از ۱۷۰ عدد است که ناحیه‌ای حدود ۲۵۰ کیلومتر مربع را پوشش می‌دهند. به دلیل دوری آن‌ها و سختی راه، این سایت‌ها به خوبی نگه داشته شده‌اند. هر سایتی ممکن است بین یک تا چهار سنگ یادبود، برای به یاد داشتن نیاکان خاک‌شده داشته باشد.

## میراث جهانی
در تاریخ ۲۴ سپتامبر ۱۹۹۸، این سابت به فهرست آزمایشی میراث جهانی یونسکو در رده‌بندی ترکیبی (فرهنگی و طبیعی) افزوده شد. (فهرست میراث جهانی در قزاقستان را ببینید.)